# Schloss Vetschau

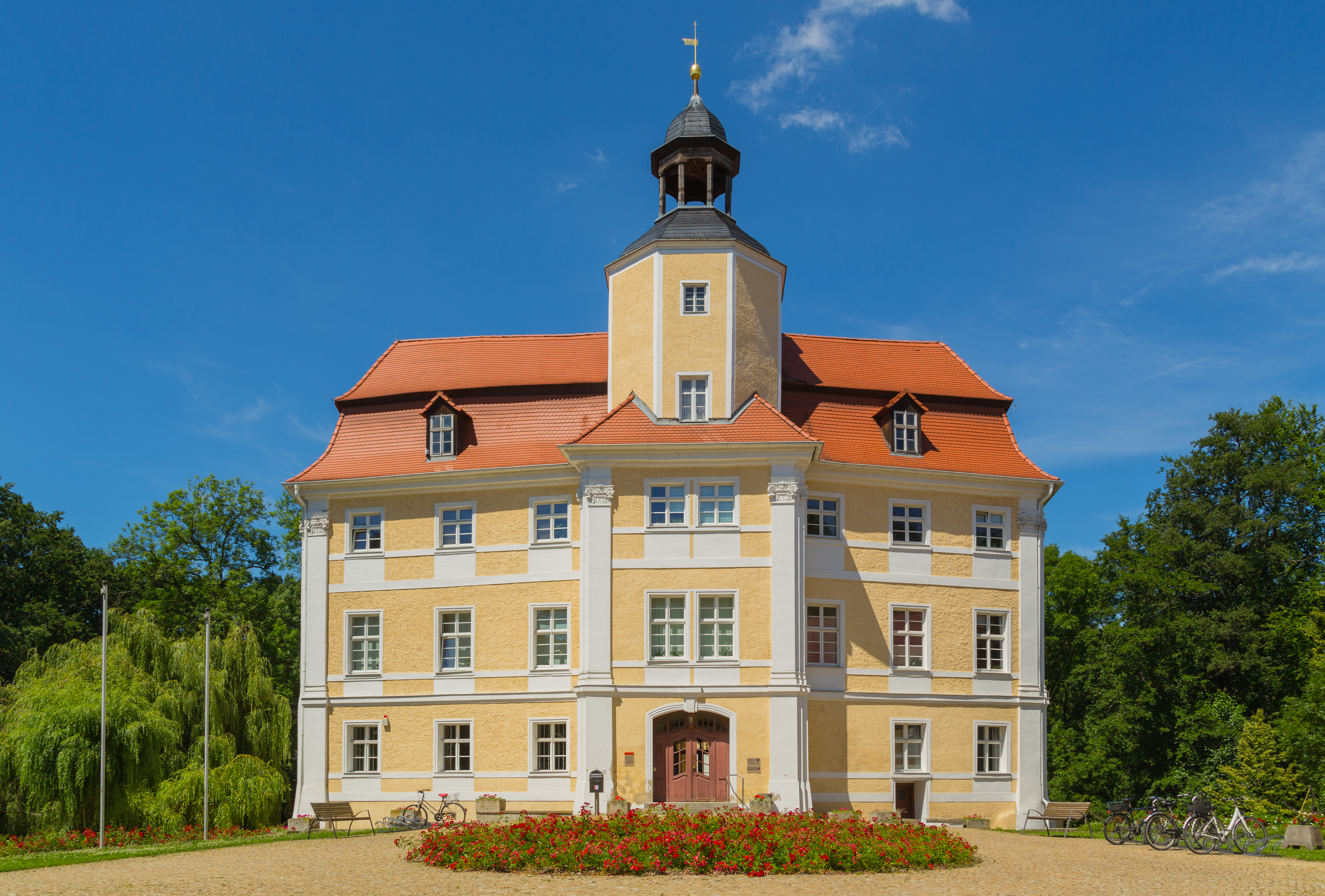
Schloss Vetschau

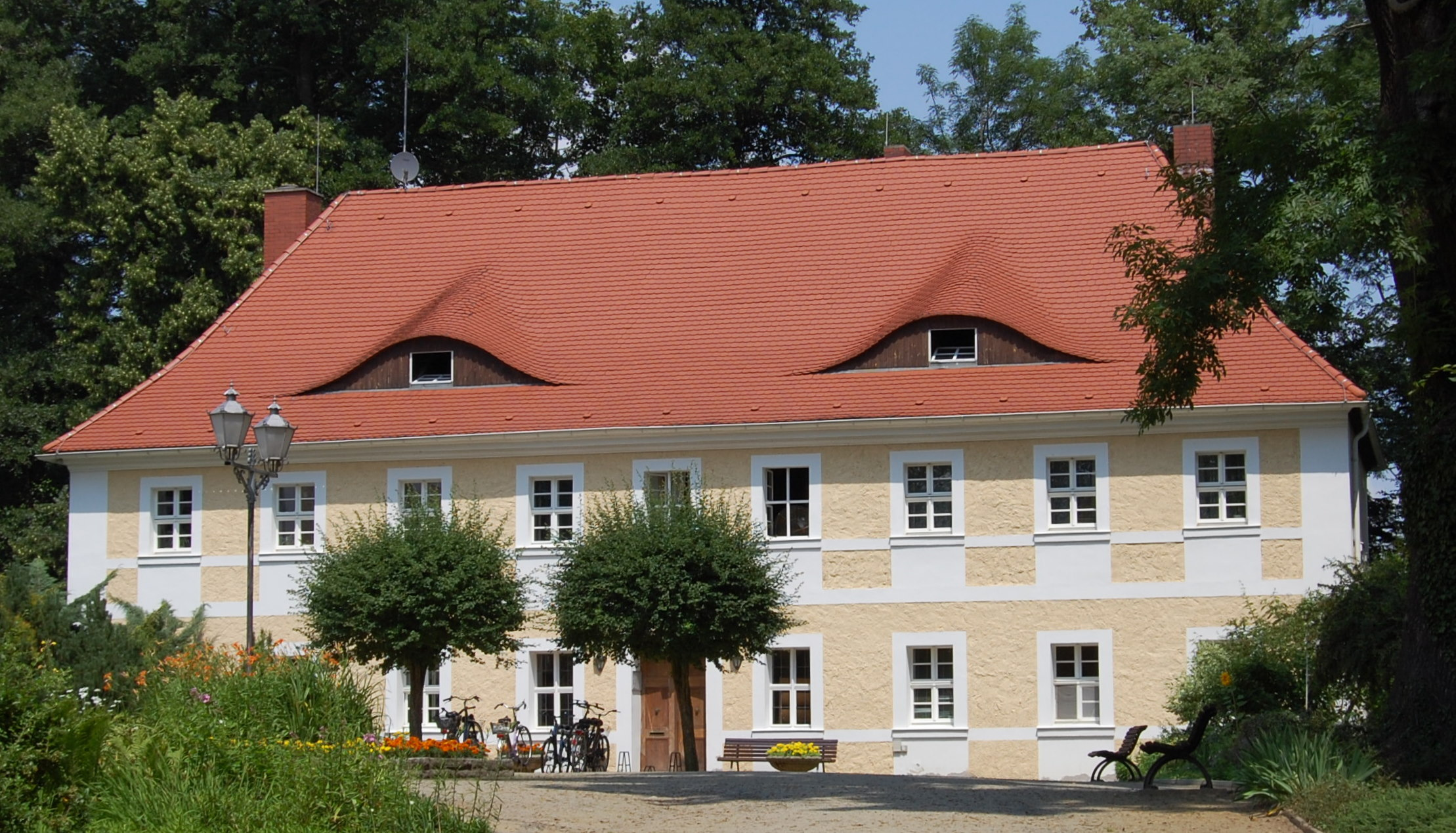
Kavaliershaus

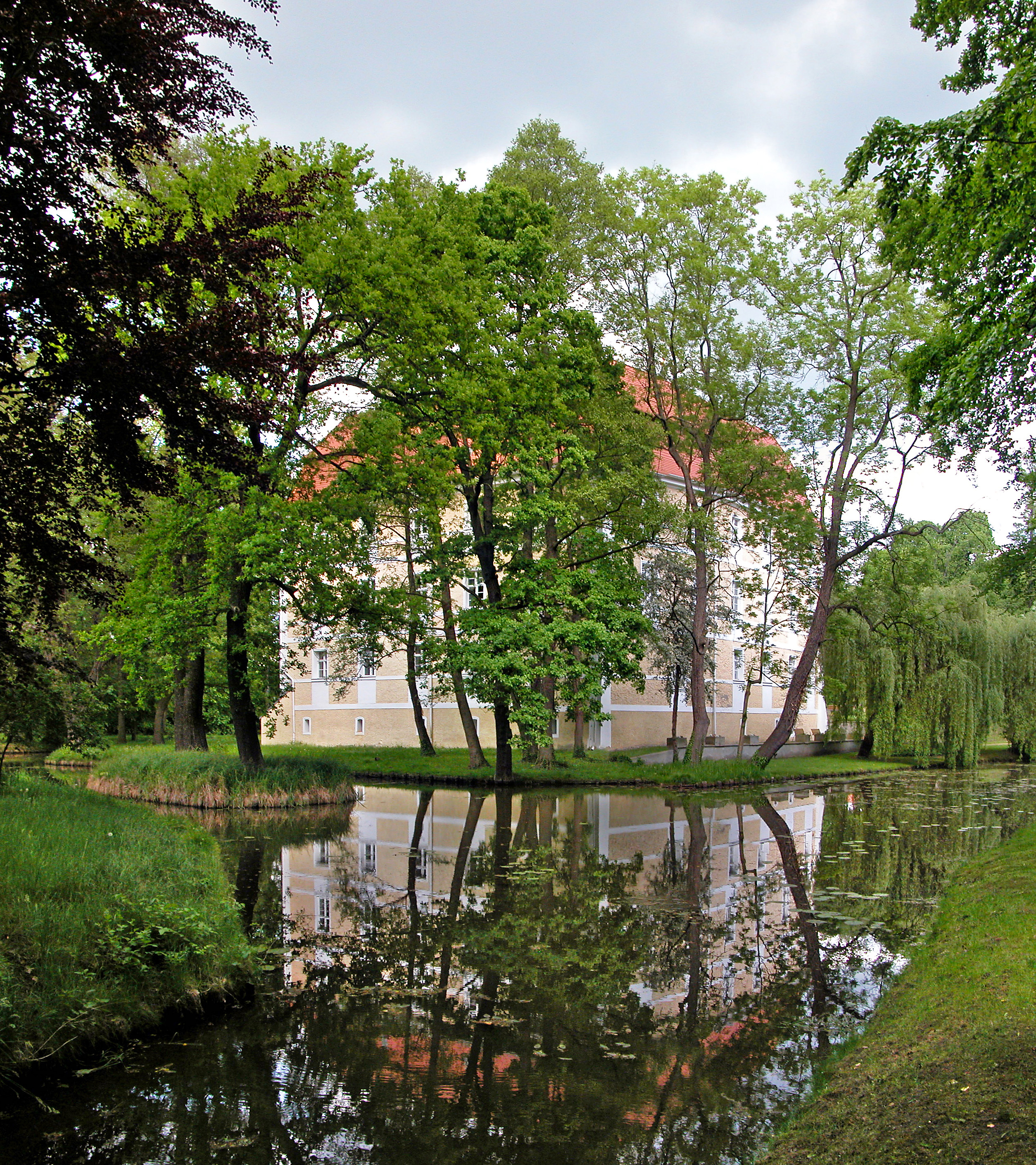
Schlosspark

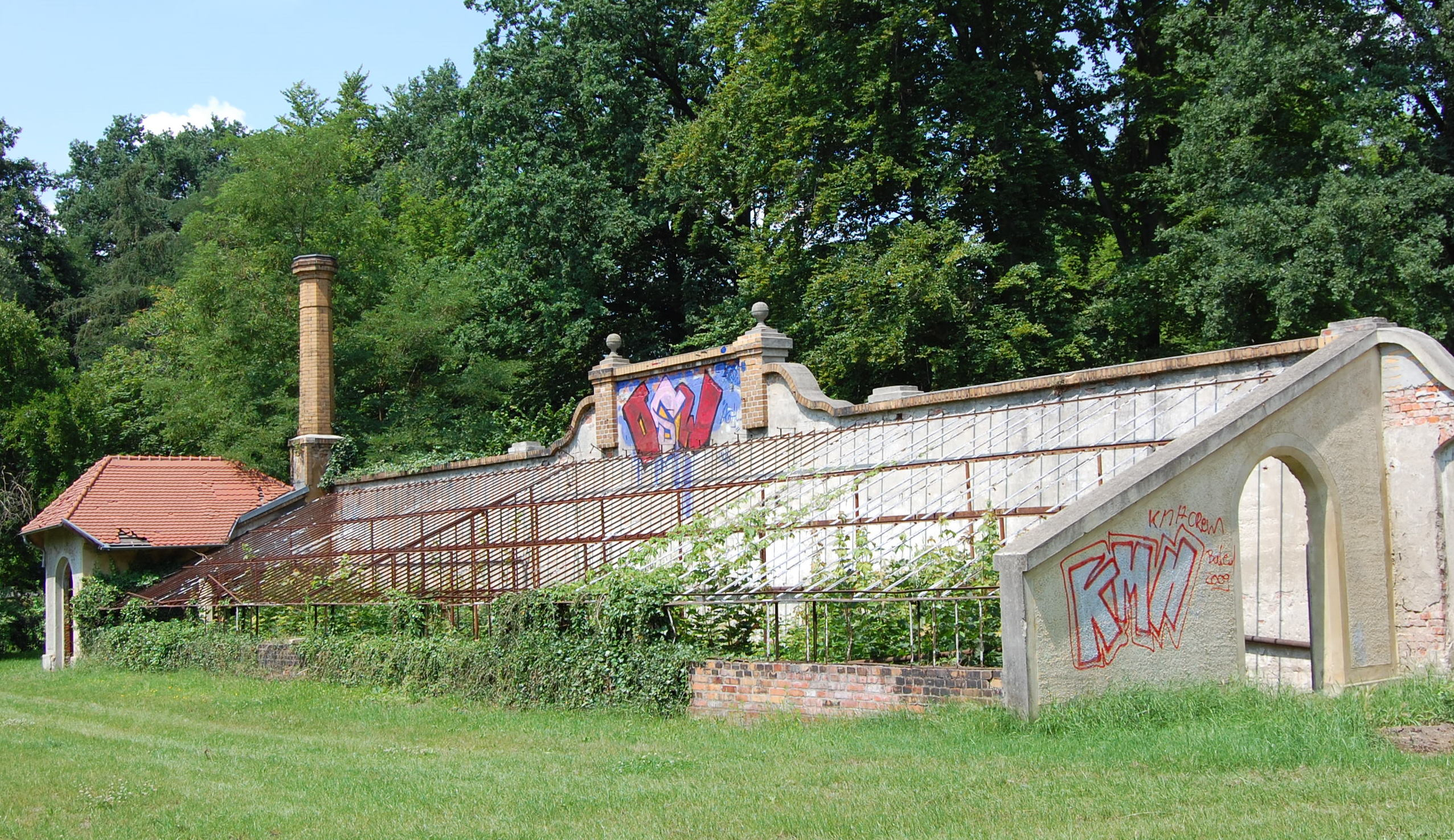
Altes Gewächshaus

Das Schloss Vetschau ist ein im Stil der Renaissance errichtetes Schloss in der Stadt Vetschau/Spreewald im Landkreis Oberspreewald-Lausitz in Brandenburg. Das Gebäude steht unter Denkmalschutz und ist heute Sitz der Stadtverwaltung.

## Architektur
Das dreigeschossige, auf einer kleinen Anhöhe stehende Gebäude gruppiert sich um einen kleinen rechteckigen Innenhof. Das heutige Erscheinungsbild des ab 1538 erbauten Schlosses geht auf Umbauten in den Jahren 1860 bis 1870 zurück. In dieser Zeit entstand die Gliederung des Baukörpers durch Lisenen sowie der zur Stadt zeigende Mittelrisalit, welcher von Pilastern eingerahmt wird. Über dem Mittelrisalit erhebt sich ein achtseitiger in Fachwerkbauweise im 18. Jahrhundert errichteter Turm. Der mit einer Laterne versehene Turm wird von einer Haube bekrönt. Das Dach des Schlossgebäudes ist als Mansarddach ausgeführt.
Im Innenhof befindet sich am nördlichen und südlichen Seitenflügel eine auf hölzernen Säulen ruhende Arkade. Zum ersten Obergeschoss des Westflügels führt eine neobarocke Freitreppe.
Auf Grund veränderter Nutzungen wurde das Innere des Gebäudes mehrfach verändert. In einem der Räume im Erdgeschoss gibt es ein noch aus dem 16. Jahrhundert stammendes Netzgewölbe. Das Vestibül ist mit Wandvertäfelungen und einem Keramikbrunnen versehen und entstand in dieser Form erst 1920. Im ersten Obergeschoss des Gartenflügels befindet sich ein dreiachsiger Saal mit Stuckdecke, Kamin und kannelierten Wandpilastern. Die historische Ausstattung dieses als Rittersaal bezeichneten Raums erfolgte nach 1880. Im Saal steht auch ein Steinway-Flügel aus dem Jahr 1920.
Nordöstlich des Hauptgebäudes steht das Kavaliershaus. Beide Gebäude sind von einem Wassergraben umgeben, der vom westlich vorbeilaufenden Vetschauer Mühlenfließ gespeist wird. Südlich des Schlosses, außerhalb des Grabens, gibt es eine alte Gärtnerei und ein Stallgebäude. Beide Gebäude sind derzeit (Stand Sommer 2009) in einem stark sanierungsbedürftigen Zustand. 
Im Schlosspark befindet sich ein Denkmal des Bildhauers Jürgen von Woyski für den sorbischen Maler Wilhelm Schieber. Bemerkenswert ist auch der alte Baumbestand, zu dem auch Magnolien, Platanen und Sumpfzypressen gehören.

## Geschichte

### Mittelalterliche Burg
Am Standort des heutigen Schlosses befand sich möglicherweise ein von Sümpfen umgebener slawischer Ringwall. Dort wurde spätestens im 13. Jahrhundert eine Wasserburg errichtet. Die Burg soll auf 11 Meter tief in den Boden gerammten Eichenpfählen ruhen. Der einzige Zugang zur Burg verlief wohl über eine Zugbrücke, deren Standort durch die noch heute vom Schloss zum Parkplatz führende Brücke markiert wird. 1302 wurde der Ort Vetschau erstmals erwähnt.

### Renaissanceschloss
Im Jahr 1538 erwarb Eustachius von Schlieben die Burg. Die Burg wurde bis auf ihre Grundmauern abgerissen und an ihrer Stelle ab 1540 ein Renaissanceschloss errichtet. Der Schlosspark wurde neu gestaltet und eine Schlossgärtnerei eingerichtet. Beim Neubau des Schlosses kamen als Baumaterial die Teile der alten Anlage zum Einsatz. Vor dem Schloss befanden sich noch zwei steinerne Gebäude und das die Zugbrücke bewachende Torhaus. In den Jahren 1540 bis 1688 blieb das Schloss im Besitz der Familie von Schlieben, .

### Umbauten im 18. und 19. Jahrhundert
Im Jahr 1720 erhielt das Schloss den kleinen heute noch vorhandenen Turm. 1721 wurde Herzogin Emilie Agnes von Sachsen-Weißenfels-Drehna Eigentümerin. Sie plante das Schloss vollständig abzureißen und ein neues Gebäude zu bauen. Der Plan wurde jedoch nicht umgesetzt, es fanden nur Umbauarbeiten statt. Sie ließ in der oberen Etage die Gewölbe entfernen. Eine Wendeltreppe aus Stein, die von der ehemaligen Schlosskapelle in den Keller führte, wurde zugemauert. 1879 erwarb Hermann Albert Graf zu Lynar, angehöriger der preußischen Adelsfamilie Lynar, das Anwesen und ließ grundlegende Umbauarbeiten durchführen. Die Durchfahrt zum Innenhof wurde um 1900 zur Diele umgestaltet, die Arkaden zugemauert und dem Rittersaal ein neues Erscheinungsbild gegeben. Auf die Turmspitze setzte man eine Wetterfahne mit Kugel. Der Park wurde im Stil eines englischen Landschaftsparks gestaltet. Ein bis zu dem Umbauten im Schloss stehendes Tor mit den Initialen des Grafen Lynar wurde zum Haus Markt 32 in der Vetschauer Altstadt umgesetzt.
Die Lynars verkauften das Schloss 1913. Ein Jahr später erwarb es der Rittergutsbesitzer Schwarzenberg, der es 1920 an die Stadt Vetschau verkaufte. Seitdem war es als Rathaus in Benutzung. Der Bürgermeister Vetschaus wohnte in der ersten Etage. Um den nun auch für Magistratssitzungen genutzten Rittersaal direkt von außen erreichen zu können, wurde vom Hof des Schlosses aus eine Freitreppe gebaut. Die Umbauarbeiten wurden von dem in die USA ausgewanderten Vetschauer Bürger Richard Hellmann finanziell unterstützt. Die Einweihung des Saals fand am 23. Oktober 1931 statt. Mit dem Bau der Reichsautobahn ging der südliche Teil des Schlossparks verloren.

### DDR-Zeit
Während der Zeit der DDR befand sich hier ein Institut für Landwirtschaft. Der Innenhof wurde mit einem neuen Putz versehen. Zugleich entfernte man eine eiserne, in die erste Etage führende Wendeltreppe. Der Rittersaal bekam 1966 einen neuen Farbanstrich, wobei allerdings die historischen Wandgemälde übermalt wurden. 1971 erhielt schließlich die Außenfassade einen neuen Putz.

### Nach der Wende
In den 1990er Jahren wurde das Dach komplett neu eingedeckt, 2002 erfolgte eine Fassadensanierung und Erneuerung der Fenster. Seitdem hat das Schloss wieder seine barockgelbe Farbgebung. Auch die Turmspitze samt Wetterfahne wurde restauriert. Die Sanierung des Innenhofes folgte im Jahr 2004. Auch die Arkaden wurden wieder freigelegt. 2008 wurden die Brücken im Schlosspark saniert. 2015 wurde der Rittersaal wieder in der ursprünglichen Farbgebung des 19. Jahrhunderts hergestellt, die Wandgemälde wurden wieder sichtbar gemacht.
Im Schloss ist auch eine kleine Heimatstube untergebracht. Der Rittersaal wird häufig für Trauungen und kulturelle Veranstaltungen genutzt.

## Besitzer (Auswahl)
Das Schloss Vetschau hatte zahlreiche Besitzer im Laufe der Jahrhunderte. Diese besaßen damit auch den Ort und umliegende Dörfer.
- 1345 Johann von Strele, Hauptmann von Brandenburg
- 1373 Dietrich von Torgau
- vor 1387 von Bieberstein
- 1387–1417 Ti(e)tz d. J. von Pannwitz und Familie
- 1417 Christoph von Zabeltitz[3]
- 1450 Christoph und Hans von Zabeltitz
- 1471 Bernhard und Heinz von Zabeltitz
- 1527–1538 Wolf von Zabeltitz
- 1538–1568 Eustachius von Schlieben, kurbrandenburgischer Rat
- 1568–1600 Hans von Schlieben, Landeshauptmann der Niederlausitz
- 1601–1641 Eustach II. von Schlieben[4]
- 1641–1680 Christian Dietrich I. von Schlieben
- 1680–1688 Christian Dietrich II. von Schlieben
- 1688–1691 Herzog Christian I. von Merseburg
- 1691–1694 Herzog Christian II. von Merseburg
- 1694 Herzog Christian III. Moritz von Merseburg
- 1694–1712 Herzog Moritz Wilhelm von Merseburg unter Vormundschaft von Herzogin Erdmuthe Dorothea
- 1712–1715 Otto Wilhelm von Tümpling, ehem. merseburgischer Hofmarschall
- 1715–1721 Christian Dietrich von Schlieben
- 1721–1729 Herzogin Emilie Agnes von Sachsen-Weißenfels-Dahme, verwitwete von Promnitz
- 1729–1745 Erdmann von Promnitz, Herr von Sorau und Triebel
- 1745–1760 Seyfried von Promnitz, Herr von Drehna und Klitschdorf,  bis 1752 unter Vormundschaft von Henriette Eleonore von Promnitz, geb. Reuß zu Lobenstein
- 1760 Johann Erdmann von Promnitz, Herr von Sorau und Triebel, verzichtete
- 1760–1783 Sophie Agnes von Reuß zu Ebersdorf, geb. von Promnitz
- 1783–1794 Heinrich XXVIII. von Reuß zu Ebersdorf
- 1794–1807 Graf Moritz zu Lynar, seit 1806 Fürst, Standesherr von Drehna
- 1807–1842 Fürst Otto zu Lynar, Standesherr von Drehna
- 1842–1844 Graf Heinrich von Pourtalés-Gorgier
- 1861–1879 Familie Franz[5] Gühne, Rittergutsbesitzer[6]
- 1879–1887 Graf Hermann Albert zu Lynar, preußischer Generalmajor
- 1887–1912 Graf Maximilian von Lynar, Standesherr auf Lübbenau
- seit 1920 Stadt Vetschau